# Björn Goldschmidt
Björn Goldschmidt (Karlsruhe, Baden-Württemberg, 3 de dezembro de 1979) é um canoísta alemão especialista em provas de velocidade.

## Carreira
Foi vencedor da medalha de bronze em K-4 1000 m em Pequim 2008, junto com os seus colegas de equipa Norman Bröckl, Torsten Eckbrett e Lutz Altepost.